# Le Cycle de l'Ange
 (mai 2014).
Le Cycle de l'Ange (1985-2014) par Maria Klonaris et Katerina Thomadaki comprend plus de trente œuvres : des séries photographiques, des installations, des performances, des vidéos, des créations radiophoniques, un livre d'artiste. 

## Historique
Ces œuvres ont fait l'objet de commandes d'institutions comme la Kunsthalle de Vienne, le Offenes Kulturhaus de Linz, la Biennale Edge à Londres et à Madrid, le Mois de la Photo à Paris et ont également été exposées entre autres à la Bibliothèque nationale de France, au Centre Georges-Pompidou, au Centre d'art contemporain Iléana Tounta à Athènes, au musée Pecci de Florence et à la Rudolfinum Gallery de Prague.
« En 1985 nous avons commencé à travailler sur un document médical : une photographie d'hermaphrodite que Maria Klonaris a trouvé dans les archives de son père, gynécologue chirurgien. Le document, de photographe anonyme et non daté, représente un sujet de sexe féminin avec un corps d'homme. Personnage mystérieux, aux yeux bandés, dont le sexe intermédiaire, autant que la stature, nous a amenées à l'associer à l'Ange ».

## Œuvres
Vidéos
- 1993 : Night Show for Angel, constat de l’installation, 7 min.
- 1994 : Requiem pour le XXe siècle, vidéo, 14 min.
- 1994 : Personal Statement, vidéo, 7 min
- 2001 : Pulsar, vidéo numérique, couleurs, sonore, 14 min
- 2002-2003 : Quasar, vidéo numérique couleurs et N & B, 30 min
- 2007 : Angel Scan, vidéo numérique couleurs et N & B, 25 min

Photographie
- 1986 : L’Ange. Corps des étoiles, séquence photographique
- 1987-88 : Angélophanies, séquences photo-typographiques
- 1988-90 : Voies lactées. Palimpsestes, photographies numériques
- 1997 : L'Ange. Corps des étoiles, œuvre photographique

Installations multimédia
- 1985 : Mystère II: Incendie de l’Ange, installation / performance multimédia, 40 min
- 1989 : Incendie de l’Ange, livre d’artiste, installation photographique in situ
- 1991 : Dans la Constellation du Cygne, installation / environnement multimédia
- 1991 : Boucliers - photosculptures, installation photographique in situ
- 1992 : Puerta del Angel, installation / environnement in situ
- 1992 : Night Show for Angel, installation / environnement multimédia in situ
- 1993 : Théorème, installation photographique in situ
- 1993 : Vestiges / Aptera, installations photographiques virtuelles in situ
- 1994 : XYXX Mosaic Identity, installation / environnement multimédia in situ
- 1996 : Archangel Matrix, installations photographiques et vidéographiques / environnement in situ
- 1996 : Personal Statement, installation photo-vidéographique
- 1996 : Requiem pour le XXe siècle, installation vidéographique
- 1998 : Requiem pour le XXe siècle, installation vidéographique multi-écrans
- 2002 : Requiem pour le XXe siècle, installation vidéographique / environnement in situ
- 2002 : Requiem pour le XXe siècle, installation de projection multimédia in situ
- 2002 : Personal Statement, installation photo-vidéographique multi-écrans
- 2002 : XYXX Mosaic Identity, installation / environnement multimédia in situ
- 2002 : Pulsar, installation de projection multimédia in situ
- 2002 : Quasar, installation de projection multimédia

Livre d'artiste
- 1988 : Incendie de l’Ange , Livre d’artiste, édition originale signée, en 110 exemplaires, 1988
  - Format: 32 × 45 cm, coffret en moire blanche, papier Arches et Japon Yuki
  - 16 planches imprimées en phototypie
  - Conception, maquette, textes et photographies : Klonaris/Thomadaki
  - Préfaces : Régis Durand et Bernard Teyssèdre
  - Avec la participation des éditions Tierce et du Centre National des Lettres (section Bibliophilie). Première présentation Galerie Michèle Chomette, Paris.

Projet holographique
- 1995 : Les Douze clefs de la philosophie